# Огласительное слово
Огласи́тельное сло́во — жанр христианской святоотеческой литературы, представляющий собой краткое изложение основных догматов Православия и предназначенный для наставления в вере желающих принять крещение (т. н. оглашенных).
К наиболее известным сочинениям данного рода относится «Огласительное слово Иоанна Златоуста», читаемое в Православной церкви на пасхальной заутрене. Кроме этого огласительного слова, Иоанном Златоустом был написан целый ряд сочинений такого рода. Традиция написания огласительных слов на Пасху связана с тем, что в древней церкви было принято совершать крещение в Великую субботу накануне праздника Воскресения Христова.
Кроме Иоанна Златоуста, известны:
- «Большое огласительное слово» Григория Нисского[4];
- 18 огласительных слов Кирилла Иерусалимского, истолковывающих смысл Символа веры[5];
- Огласительное слово преподобного Ефрема Сирина «Об оскудении добрых дел и о долготерпении Божием»[6].